# St.-Georgs-Kirche (Sengwarden)

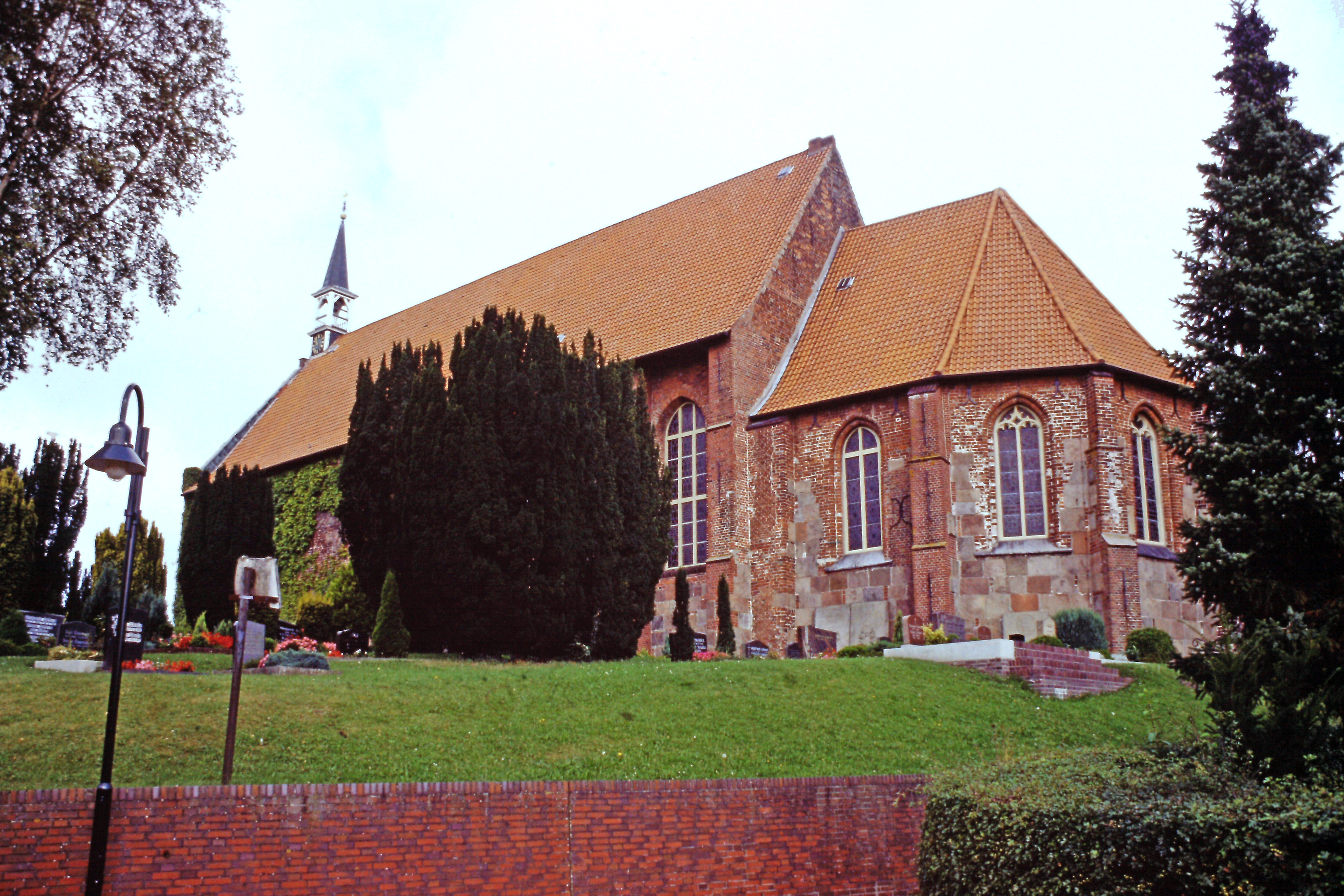
St.-Georgs-Kirche Sengwarden

Die im Ursprung romanische St.-Georgs-Kirche der evangelisch-lutherischen Gemeinde in Sengwarden, einem Stadtteil von  Wilhelmshaven, wurde in der ersten Hälfte des 13. Jahrhunderts errichtet.

## Architektur
Ein Vorgängerbau ist 1168 nachweisbar. Die Nordwand der heutigen Saalkirche zeigt noch die ursprüngliche Mauerung aus Granitquadern, hohe Rundbogenfenster und ein (heute zugemauertes) Portal. Die Südseite wurde im späten 15. Jahrhundert erheblich mit Backstein ausgebessert und mit größeren, gotischen Fenstern versehen. Zur gleichen Zeit wurde der Chor, bestehend aus einem quadratischen Joch und einer vierseitig-polygonalen Apsis angefügt. Ihr mittlerer Strebepfeiler belegt mit seiner ungewöhnlichen Position diese Besonderheit einiger Kirchen im Jeverland (vgl. Wiarden, Oldorf). Über dem Westgiebel sitzt ein kleiner Dachreiter mit Uhr und Stundenglocke. Die Länge der Kirche beträgt insgesamt 42 Meter. Davon fallen 7,5 Meter auf den Vorraum und 11,5 Meter auf die Apsis. Die Breite der Kirche misst 10 Meter, ihre Höhe bis zur Spitze des Giebels 20 Meter.
Im Südwesten steht ein vom Hauptbau abgerückter Glockenturm des landesüblichen Parallelmauertyps.

## Inneres

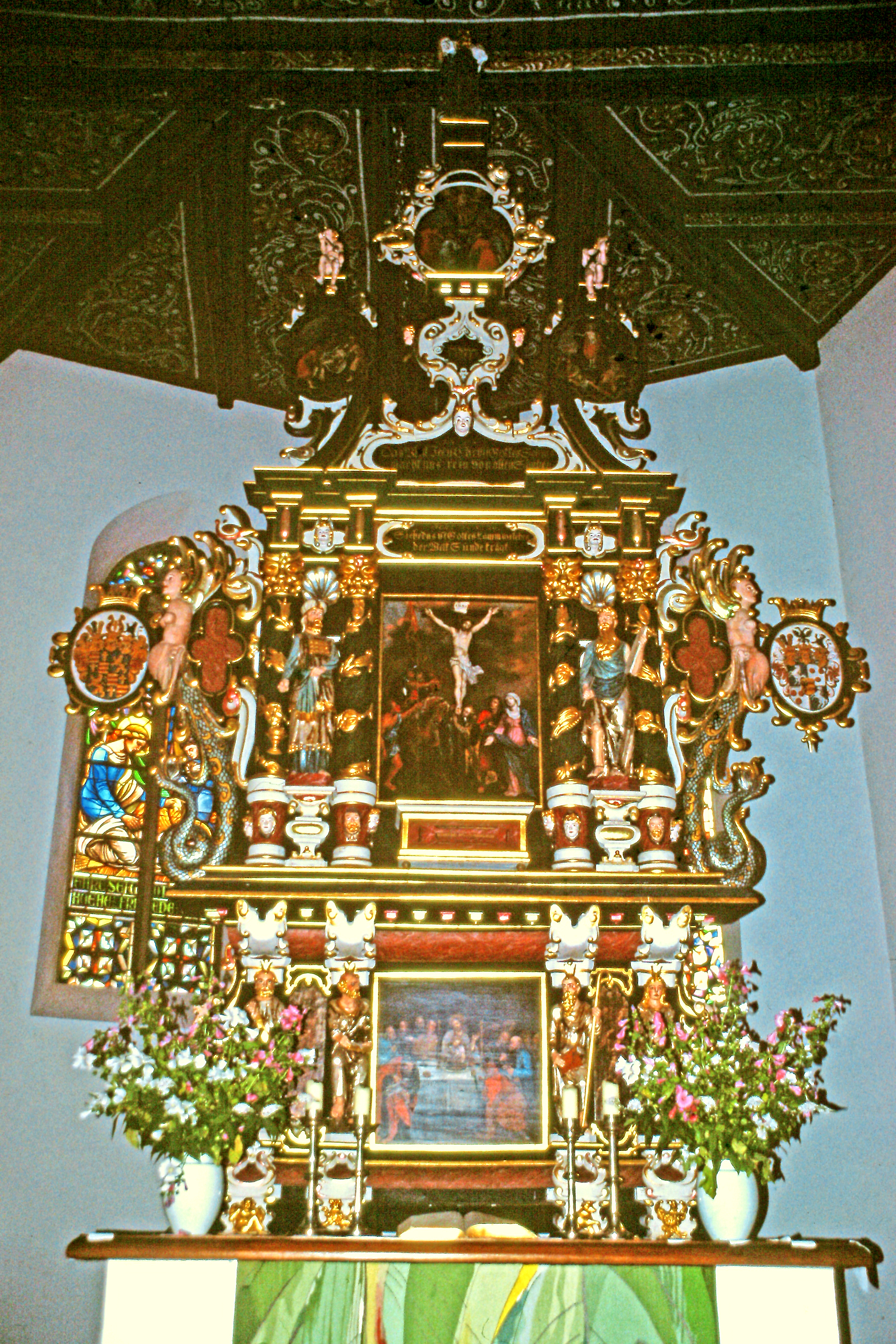
Altaraufsatz (1668)

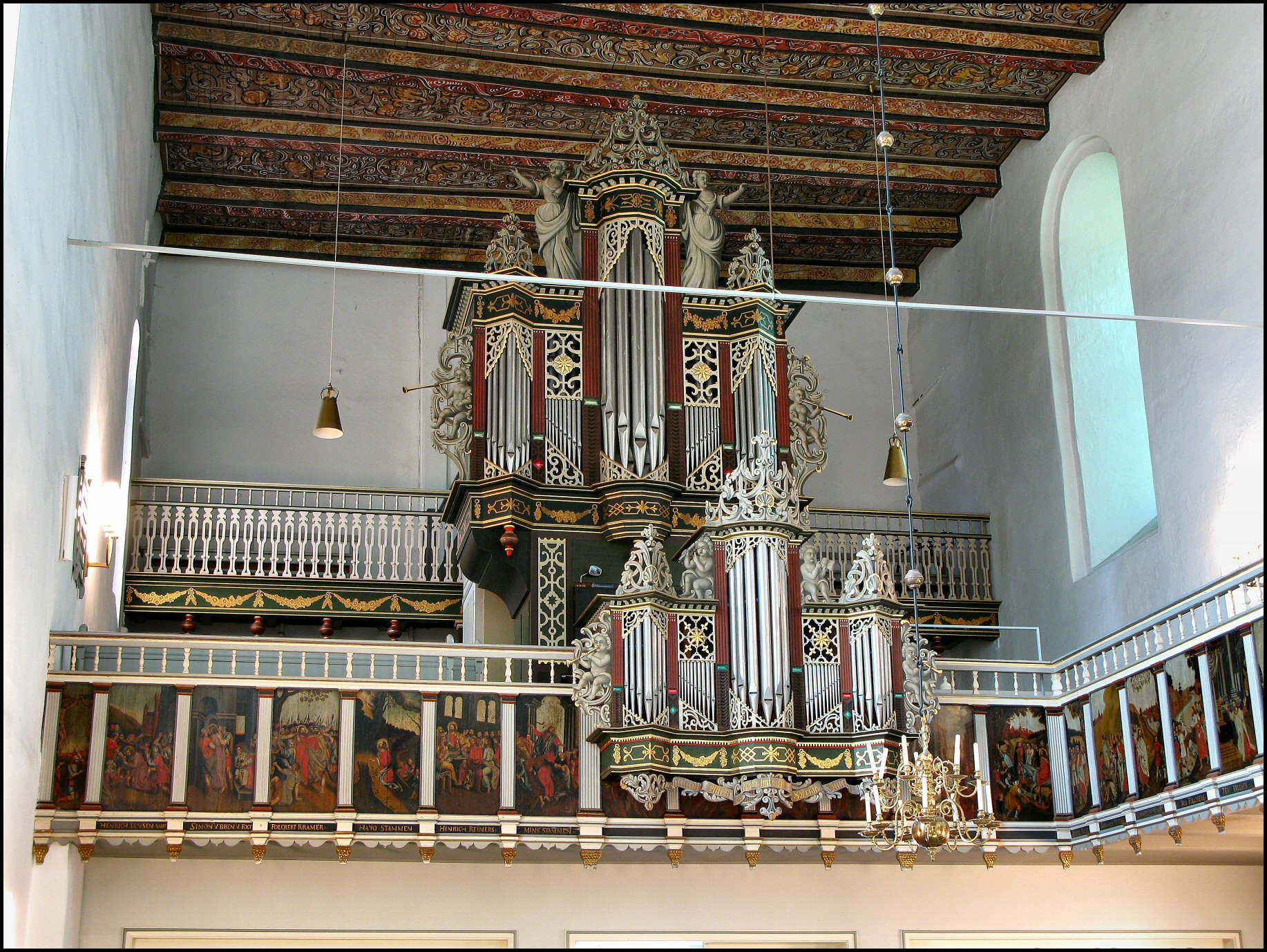
Orgelprospekt (1644)

Das Schiff war spätestens seit spätgotischer Zeit mit drei Jochen gewölbt, besitzt heute aber eine Holzdecke aus dem 17. Jahrhundert. Ihre Bemalung (vgl. Tettens) mit Ranken und männlichen Brustbildern wurde 1904 weitgehend rekonstruiert und 1963 erneut restauriert.
Der dreigeschossige Altaraufsatz von 1668 enthält die geschnitzten Figuren von Moses und Aaron mit der Bundeslade über den vier Evangelisten, sie flankieren zwei Gemälde mit den Themen Abendmahl und Kreuzigung. Der Bildhauer ist namentlich nicht bekannt, sein Stil ist aber deutlich dem Vorbild Ludwig Münstermanns verpflichtet.
Den Taufstein aus dem 13. Jahrhundert schmückt am Fuß eine Muttergottes mit ihrem Kind, während das trommelförmige Becken 1704 ornamental umgearbeitet wurde. Der hölzerne Deckel wurde 1963 unter Verwendung von zwölf Apostelstatuetten aus der Münstermann-werkstatt rekonstruiert. Von 1612 stammen die mit Szenen aus dem Neuen Testament bemalten Emporen im Norden und Westen des Kirchenschiffs.
Die Orgel wurde in den Jahren 1643 und 1644 vom Göttinger Orgelbaumeister Jost Sieburg erbaut. Im Jahre 1904 wurde das Orgelwerk entfernt. An seine Stelle trat 1936 die in der Wilhelmshavener Orgelwerkstatt Alfred Führer entstandene zweimanualige Schleifladenorgel. Sie verfügt über eine mechanische Traktur und Registratur und insgesamt 26 Register (Hauptwerk: elf; Rückpositiv: acht; Pedal: sieben). Bedingt durch die Kriegswirren und die schwierigen wirtschaftlichen Verhältnisse der Nachkriegszeit konnte der Orgelbau erst 1964 vollendet werden. Der alte Orgelprospekt aus dem Jahr 1644 blieb dabei erhalten.